# 马厂坝站
马厂坝站位于中国四川省成都市青羊区，是成都地铁4号线的地下车站。

## 车站概要
本站位于光华大道三段与土龙路交叉口，沿光华大道三段呈东西向布置，于2017年6月2日启用。因曾是明末民变首领张献忠放马之地的老地名“马厂坝”而得名。在4号线建设期间，本站曾使用工程名“西部新城站”。

## 车站构造
本站为地下二层11米岛式站台车站，总长182米，轨面埋深15.55米。车站设A、B、C、D号4个出入口，1、2号风亭组。车站主体面积7419平方米，附属面积3710平方米，总建筑面积11105平方米（含冷却塔面110平方米）。
| 地面      |                                    | 出入口                           |  |
| 地下 一层 | 站厅层                             | 安检、售票机、站内商店           |  |
| 地下 二层 |                                    | 4号线列车往万盛方向 （凤凰大街） |  |
| 地下 二层 | 岛式站台，左边车门将会开启         |                                  |  |
| 地下 二层 | 4号线列车往西河方向 （非遗博览园） |                                  |  |

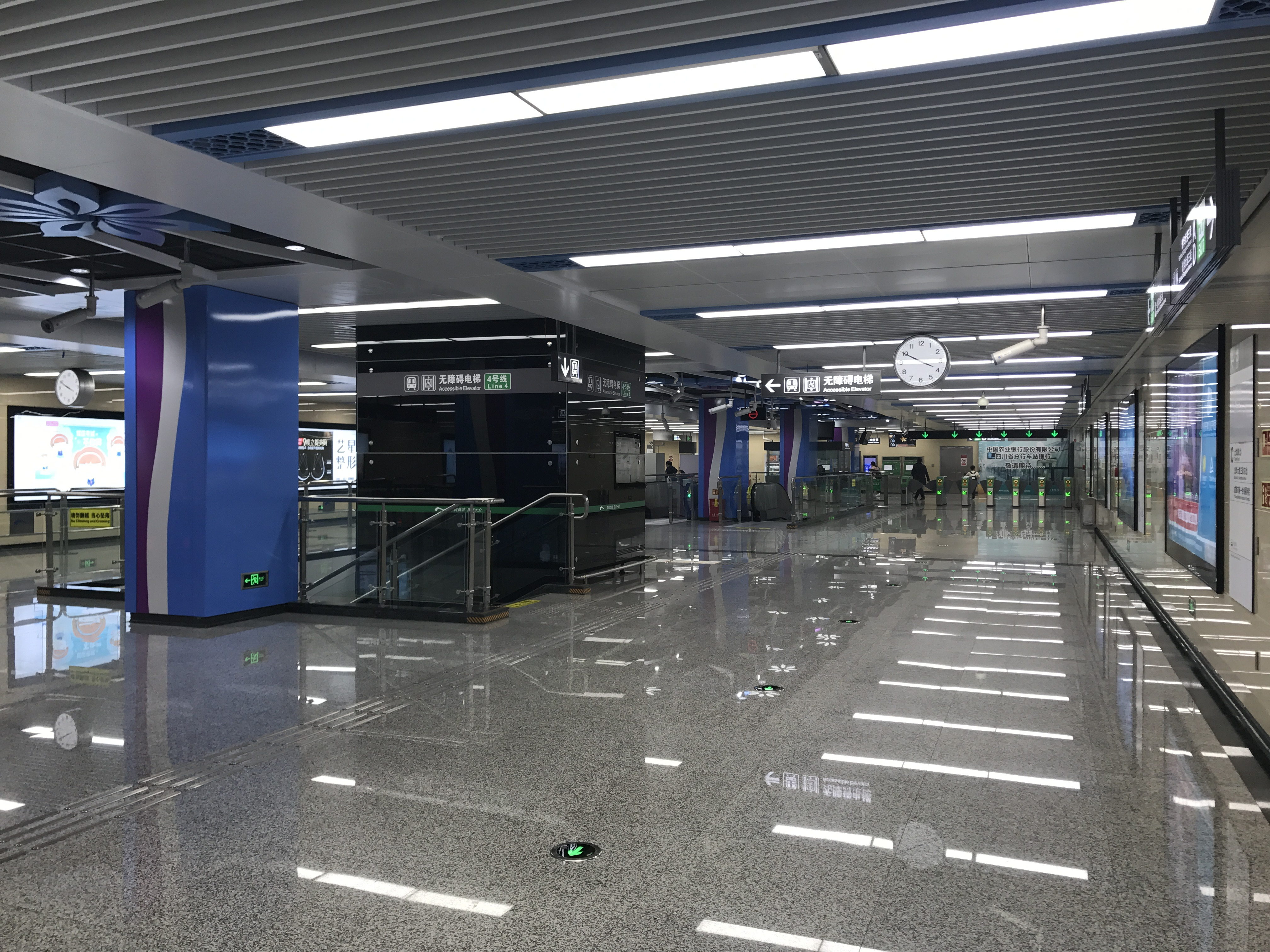
站厅层
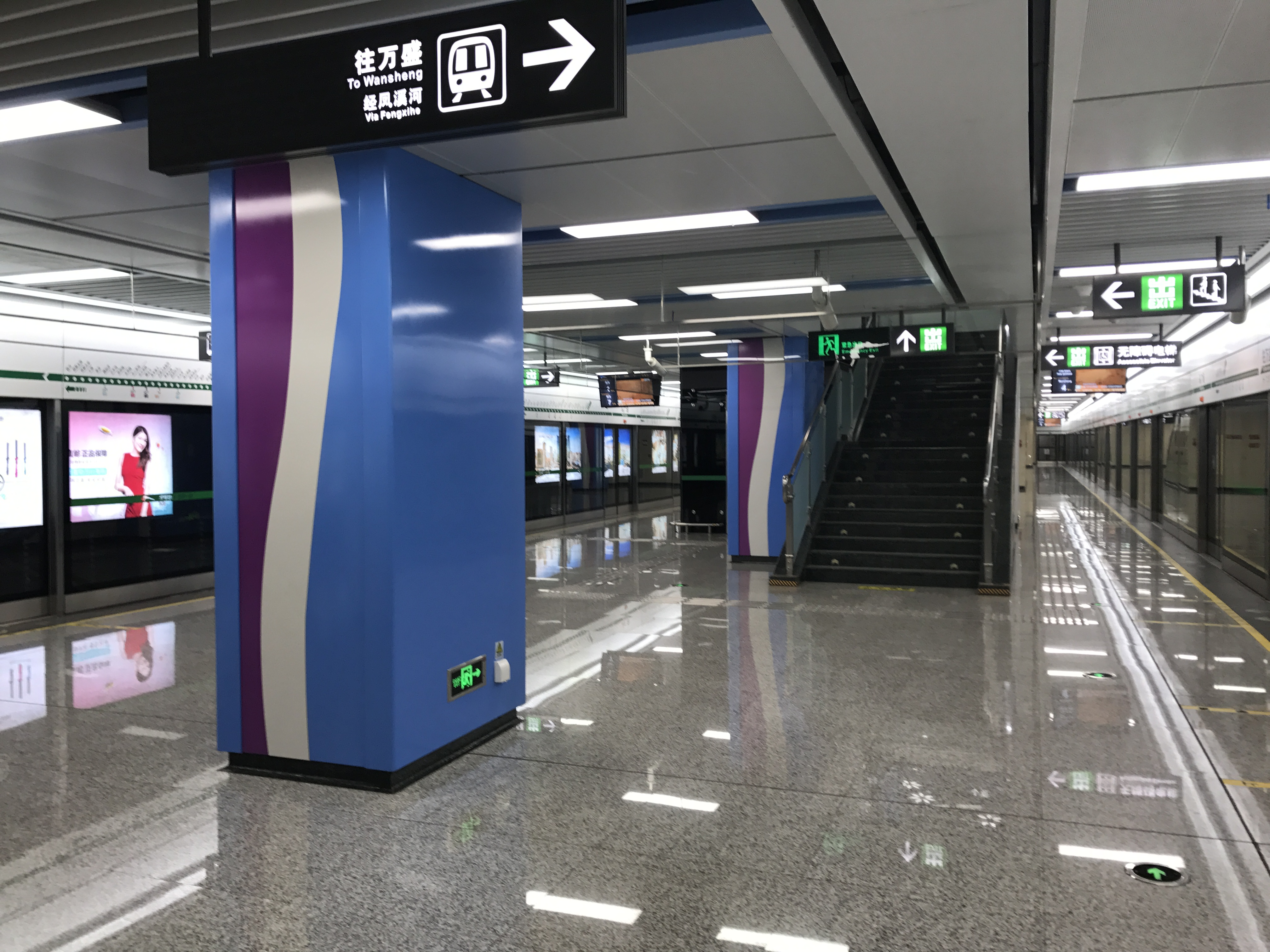
站台层

## 内装与公共艺术

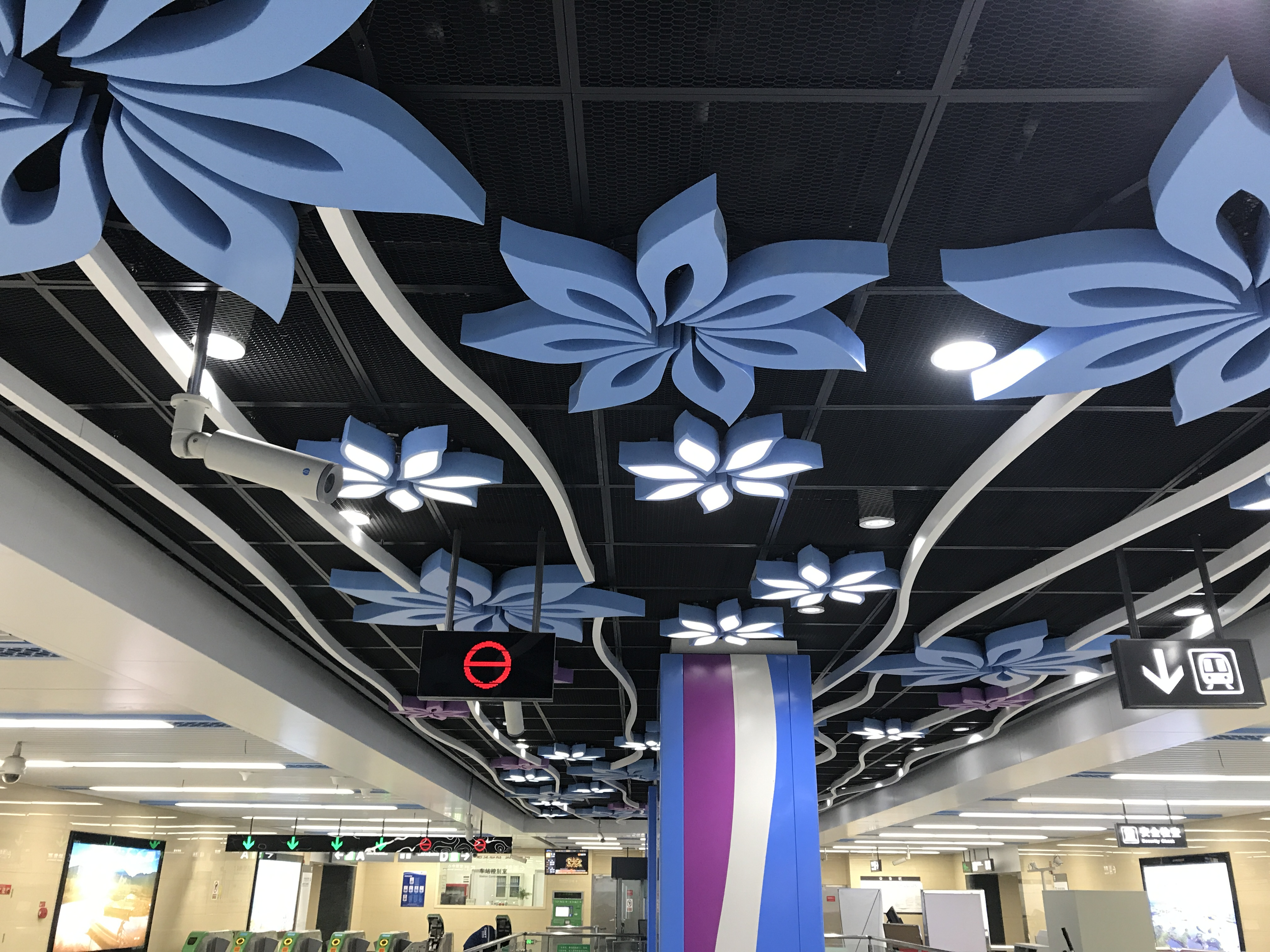
铁线莲造型的天花板装饰物

温江区是中国的重要的花卉基地之一，具有“花木之都”的美誉。位于温江区的马厂坝站、凤凰大街站、涌泉站、南熏大道站、杨柳河站站台装饰以体现花木文化为主。
马厂坝站以铁线莲为主题。
铁线莲别名铁线牡丹、番莲等，为毛茛科、铁线莲属植物，享有“藤本花卉皇后”之美称，花色一般为蓝紫色，花有芳香气味。整个车站的色调以铁线莲的为主，给人视觉上的清新愉悦之感。

## 出入口信息
本站目前开放3个出口。
| 出口编号 | 设施                    | 地点         | 可到达目的地       |
| -------- | ----------------------- | ------------ | ------------------ |
|          |                         |              |                    |
|          |                         | 光华大道三段 | 成都市德康医院     |
| 出口 · C |                         | 土龙路       | 康河小学           |
| 出口 · D | 无障碍电梯 无障碍卫生间 | 光华大道三段 | 康河村（康河社区） |

## 公交配套
- 地铁马厂坝站：309路 347路 761路 904路
- 光华大道二段站：22路
- 康河站：22路 W36路

## 大事记
- 2016年2月23日，砌体样板通过验收[7]；
- 2017年6月2日，车站正式启用[1]。